# Équipe d'Irlande du Nord féminine de football des moins de 19 ans
Ne doit pas être confondu avec Équipe de république d'Irlande féminine de football des moins de 19 ans.
Maillots
L’équipe d'Irlande du Nord féminine de footballdes moins de 19 ans est constituée par une sélection des meilleures joueuses nord-irlandaises de moins de 19 ans sous l'égide de l'Association irlandaise de football (IFA). 

## Parcours

### Parcours en Coupe du monde
La compétition est passée en catégorie des moins de 20 ans à partir de 2006.
| - 2002 : Non qualifiée - 2004 : Non qualifiée |

### Parcours en Championnat d'Europe
| - 1998 : Non qualifiée - 1999 : Non qualifiée - 2000 : Non qualifiée - 2001 : Non qualifiée - 2002 : Non qualifiée - 2003 : Non qualifiée - 2004 : Non qualifiée - 2005 : Non qualifiée - 2006 : Non qualifiée - 2007 : Non qualifiée - 2008 : Non qualifiée - 2009 : Non qualifiée - 2010 : Non qualifiée - 2011 : Non qualifiée - 2012 : Non qualifiée - 2013 : Non qualifiée - 2014 : Non qualifiée - 2015 : Non qualifiée - 2016 : Non qualifiée - 2017 : Phase de groupes (pays hôte) |